# Miron Mislin
Miron Mislin (* 9. März 1938 in Bukarest; † 24. April 2018 in Berlin) war ein deutscher Architekt und Bauhistoriker. Die Schwerpunkte seiner Arbeit waren die Bau-, Konstruktions- und Stadtbaugeschichte mit den Themen: überbaute Brücken, Megastrukturen der ersten bis dritten Generation, architektonische und städtebauliche Utopien, die Geschichte der Baukonstruktion von der Renaissance bis zum 20. Jahrhundert und die Geschichte der Industriearchitektur. Mislins Monographie „Industriearchitektur in Berlin 1840–1910“ gilt zu diesem Thema als bauhistorisches Standardwerk. Die gleichnamige Ausstellung wurde 1999 bis 2004 in Berlin, Rom, Wien, Madrid und New York gezeigt.

## Leben
Miron Mislin wurde zuerst Zeichner für Möbelbau und Innenraumgestaltung und studierte von 1962 bis 1966 Architektur an der damaligen Hochschule für Bildende Künste (HBK), heute die Universität der Künste Berlin in Berlin-Charlottenburg. Die erste Abschlussprüfung als Werk-Architekt HBK schloss er im Sommer 1966 ab. Danach setzte Mislin seine Ausbildung mit Studien der Geographie, Geschichte und Wirtschaftsgeschichte an der Freien Universität Berlin sowie Städtebau und Soziologie an der Technischen Universität Berlin.
Ab 1969 studierte Miron Mislin erneut Architektur, Baukonstruktion, Ingenieurbau und Bau- und Stadtbaugeschichte an der Universität (TH) Stuttgart. Die Diplomhauptprüfung im Fachbereich Baukonstruktion erfolgte im Oktober 1971. Die Diplomarbeit „Untersuchungen über den Entwicklungsgang der Brücken in ihren Beziehungen zur Architektur: Form und Konstruktion im 17.–19. Jahrhundert“ erfolgte bei Günther Wilhelm und Antonio Hernandez. Mit der Dissertation über die „überbauten Brücken von Paris“ promovierte Mislin 1978 bei Antonio Hernandez und Wolfgang Braunfels.
Miron Mislin wurde wissenschaftlicher Assistent zuerst an der Technischen Universität Braunschweig (1979–1980) im Fach Entwerfen, Bauen und Denkmalpflege auf dem Lande und dann an der TU Berlin (1980–1984) im Fach Entwerfen, Baukonstruktion und industrielles Gestalten. Von 1982 bis 1985 war er Lehrbeauftragter für „Geschichte der Bautechnik“ für Architekten am Institut für Baugeschichte und Bauaufnahme der TU Berlin.
In dieser Zeit erarbeitete Mislin die ersten Grundlagen für ein neues Fach, Geschichte der Bautechnik für Architekten, das sich mehr als die traditionelle Bau- oder Architekturgeschichte mit dem Kontext der Konstruktions- und Technikgeschichte befasst. Dieses neue Fach wurde durch die von der Dokumentation Weiterbildung der TU Berlin herausgegebenen „Arbeitspapiere zur Geschichte der Bautechnik“, Hefte 11 und 14 (1984–1986), bekannt. Die Habilitation für das Fach Baugeschichte mit besonderer Berücksichtigung der Geschichte der Bautechnik erfolgte 1986 an der Universität Stuttgart, wo Mislin erneut von Antonio Hernandez sowie von Julius Posener betreut wurde. Seit 1984 beschäftigte er sich mit der historischen Entwicklung der Industriearchitektur zuerst in Berlin.
Sein Projekt für die Erforschung der Berliner Industriearchitektur von 1840 bis 1910 wurde von Wilhelm Treue von der Historischen Kommission zu Berlin unterstützt. Diese Bemühungen führten zu einem von der Deutschen Forschungsgemeinschaft (DFG) finanzierten Projekt, das schließlich 2002 in dem umfassenden Werk Industriearchitektur in Berlin 1840–1910 mündete. Seit dem Sommersemester 1987 lehrte Mislin zunächst als Privatdozent, seit Wintersemester 1992/1993 als außerplanmäßiger Professor neben Baugeschichte auch Geschichte der Industriearchitektur an der TU Berlin. Für seine Leistungen in der Lehre bekam er 1999 den TU-Preis Champion der Lehre. Auswärtige Rufe erfolgten 1987 als Senior Lecturer und 2004 als Professor. Er war nebenher auch als Sachverständiger für Bauschadensbewertung und für historische Industriearchitektur tätig.
Zeitweilig lehrte er auch als Gastprofessor im Fachbereich Ingegneria Edile der Universität Pisa und an der Faculty of Architecture des Technions in Haifa. Von 2004 bis 2006 war er Research Fellow des Hagley Centers for Business and Technology History in Wilmington, Delaware (bei Philadelphia). Zuletzt arbeitete und forschte Mislin über die Entwicklung der amerikanischen Industriearchitektur von 1890 bis zu den Anfängen der Automobilindustrie um 1920 und ihren Einfluss auf die deutsche Industriearchitektur. Für dieses Projekt wurde ihm 2010–2011 eine research fellowship der Joseph-Horner-Library in Philadelphia und des Deutschen Historischen Instituts Washington zuerkannt. Mislins Forschungsergebnisse über die amerikanische Industriearchitektur von 1876 bis 1929 wurden posthum von Rosemarie Lazarus in einer Monografie publiziert.

## Schriften
- Die überbauten Brücken von Paris, ihre bau- und stadtbaugeschichtliche Entwicklung im 12.–19. Jahrhundert. Dissertation Stuttgart 1978, Dissertationsdruck 1979.
- Die überbaute Brücke: Pont Notre-Dame. Baugestalt und Sozialstruktur. Haag + Herchen Verlag, Frankfurt am Main 1982, ISBN 3-88129-450-3.
- Geschichte der Bautechnik. Arbeitspapiere 1–13.Heft 11, TUB-Dokumentation Weiterbildung, Berlin 1984, ISBN 3-7983-1009-2, Arbeitspapiere   ,        14-27 Heft 14, Berlin 1986, ISBN 3-7983-1032-7
- Geschichte der Baukonstruktion und Bautechnik. Von der Antike bis zur Gegenwart. Eine Einführung. Werner-Verlag, Düsseldorf 1988, ISBN 3-8041-2684-7.
- Laßt mich doch, Kinder, hier komme ich wahrscheinlich nie wieder her! In memoriam Julius Posener. Jovis Verlag, Berlin 1997, ISBN 3-931321-88-6.
- Geschichte der Baukonstruktion und Bautechnik. Band 1: Antike bis Renaissance. Werner Verlag, Düsseldorf 1997, ISBN 3-8041-2742-8.
- Geschichte der Baukonstruktion und Bautechnik. Band 2: Vom Barock bis zur Neuzeit. Werner Verlag, Düsseldorf 1999, ISBN 3-8041-4391-1.
- Markt- und Auktionshallen. Geschichte und Entwürfe für neue Nutzungen. Ausstellungskatalog Juli 2000, SE/S-Stadtentwicklungsgesellschaft Eldenaer Straße mbH, Berlin.
- Industriearchitektur in Berlin 1840–1910. Wasmuth Verlag, Tübingen 2002, ISBN 3-8030-0617-1.
- Frühe Eisen- und Stahlhochbauten der Industriearchitektur in den Vereinigten Staaten von Amerika, 1850-1900. In: Stahlbau 85. Jg., (2016), H. 11, S. 781–790.

## Kongresse und Tagungen
- Reuse of preserved Markethalls and Industrial Shops, International Workshop, Berlin, SES, (Neue Nutzung denkmalgeschützter Industrie- und Markthallen), 13.–14. Juli 2000, SE/S.
- La Roca di Spandau – The Fortress of Spandau, (Die Spandauer Festung) Colloqui internationali Castelli e Città Fortificate – Castles on the Ground, on Water and in the Air, Pisa-Lucca, 25.–26. Mai 2001, ISBN 88-8250-035-7.
- Iron Constructions of factory Buildings in Berlin in the 19th and Early 20th Century, (Eisenkonstruktionen von Fabrikgebäuden in Berlin im 19. und im frühen 20. Jh.), First International Congress on Construction History, Madrid, 20.–24. Januar 2003, ISBN 84-9728-070-9.
- Reinforced Concrete for Industrial Buildings in United States between 1890–1910, (Stahlbeton für den Industriebau in Amerika zwischen 1890 und 1910), International Seminar Theory and practice of construction: knowledge, means, models. Didactic and research experiences, Ravenna, 23–26th October 2005.
- The Planning and Building Process of Two Paris Bridges in the Sixteenth and Seventeenth Century: The Pont Notre-Dame and Pont Marie, (Der Planungs- und Bauprozeß von zwei Pariser Brücken im 16. und im 17. Jh.: der Pont Notre-Dame und Pont Marie) Second International Congress on Construction History, Cambridge, 29. März–2. April 2006, ISBN 0-7017-0204-4.
- Industrial Architecture and Engineering in America and Germany from the Chicago World Fair 1893 to the Assembly Line in Ford Factories 1919, (Industriearchitektur und Ingenieurwesen in Amerika und in Deutschland von der Chicago Weltausstellung 1893 bis zum Fließband in Ford Fabriken 1919)  Annual Meeting Conference of the Society for the History of technology, SHOT, Lisbon, 10–14. Oktober 2008, ISBN 978-989-95835-0-4.
- Annotations on the History of Curtain Walls in Industrial Buildings of the United States and Germany between 1890 and 1920, (Bemerkungen über die Geschichte der Vorhangfassaden in den Industriebauten von Amerika und Deutschland zwischen 1890 und 1920), Third International Congress on Construction History, Cottbus, 20–24. Mai 2009, ISBN 978-3-936033-31-1.
- Planning and Building Process of Two Inhabited Bridges: The Case of the Pont St. Michel (1379–1808) in Paris and the Mühlendammbrücke (1687–1887) in Berlin, (Planungs- und Bauprozeß von zwei bewohnten Brücken: Der Pont St. Michel und die Mühlendammbrücke in Berlin), International Congress, Archeology of Bridges, Regensburg, 5–8. November 2009.
- Erinnerungen an Julius Posener und die amerikanische Industriekultur, in: Julius Posener. Werk und Wirkung. Symposium des Architekturmuseums der TU Berlin, 25. Februar 2011, TU Berlin.
- Die Tageslichtfabrik in Amerika, in: Factory Building Revisited. Form, Function and the Social Question. Internationale Tagung des Berliner Zentrums für Industriekultur der Hochschule für Technik und Wirtschaft Berlin und des Institutes für Kunst- und Bildgeschichte der Humboldt-Universität zu Berlin: 7.–9. Mai 2015

## Mitgliedschaften
- Architektenkammer Berlin
- Society of Architectural Historians
- Construction History Society
- Society for the History of Technology
- Bundesverband Deutscher Sachverständigenrat e. V.
- Deutscher Hochschulverband
- Documentation and Conservation of Buildings, Sites and Neighbourhoods of the Modern Movement

## Fernsehen
- FAB Berlin: Umbau oder Abriss – die Hallen am Borsigturm – Interview vom 16. Dezember 2003, gleichzeitig deutscher Beitrag für die EU-Dokumentation „Industrial Heritage in Europe“